# スマントラ・ゴシャール
スマントラ・ゴシャール（英語：Sumantra Ghoshal、1948年9月26日 - 2004年3月3日）はインド出身の経営学者。組織戦略論、多国籍企業の国際的経営戦略論が専門で、ロンドン・ビジネス・スクール教授だった。ハイデラバードにあるインド商科大学院の初代学長だった。クリストファー・A・バートレットとの共著で知られる。

## 生涯
コルカタに生まれ、デリー大学物理学部とインド社会福祉経営大学院（Indian Institute of Social Welfare and Business Management）を卒業。
ゴシャールはインド石油（Indian Oil Corporation）にて勤務後、1981年にフルブライト奨学金とハンフリー奨学金を得てアメリカ合衆国に留学。マサチューセッツ工科大学経営大学院から1983年に理学修士と1985年に博士号取得。ハーバード・ビジネス・スクールからも経営学博士を1986年に授与された。彼はこれらの課程を同時に修了し、2つの別個のテーマで2つの論文を執筆した。
1985年にフランスのINSEADで研究を始め、学会に大きな影響を与えた論文や著作の多くを執筆した。1994年にはロンドン・ビジネス・スクールに移る。イギリスの先端経営研究所（Advanced Institute of Management Research、AIM）フェローと、ロンドン・ビジネス・スクール戦略・国際経営教授に就任。ハーバード・ビジネス・スクールでは顧問委員会のメンバーを兼任した。
結婚して2子をもうけていた。 2004年に脳内出血により死去。

## 主な著作
ゴシャールは10冊の著作、70以上の論文を残している。主にクリストファー・A・バートレットとの共著が有名である。
- クリストファー・A・バートレット、スマントラ・ゴシャール共著『Managing across borders: new strategic requirements』Harvard Business School Press 1987年
- クリストファー・A・バートレット、スマントラ・ゴシャール共著 What is a global manager?. Harvard Business School, 1992.
- スマントラ・ゴシャール、クリストファー・A・バートレット共著『個を活かす企業―自己変革を続ける組織の条件』（The Individual Corporations）ダイヤモンド社　1997年
- クリストファー・A・バートレット、スマントラ・ゴシャール共著『Managing across borders: The transnational solution. Vol. 2.』Harvard Business School Press 1999年
- クリストファー・A・バートレット、スマントラ・ゴシャール共著『Transnational management. Vol. 4.』 McGraw Hill, 2000年
- クリストファー・A・バートレット、スマントラ・ゴシャール共著『【新装版】個を生かす企業』（The Individual Corporation）ダイヤモンド社  2007年